# Le Soldat yakuza
Série
Zoku heitai yakuza
(1965)
Pour plus de détails, voir Fiche technique et Distribution.
Le Soldat yakuza (兵隊やくざ, Heitai yakuza) est un film japonais réalisé par Yasuzō Masumura, sorti en 1965.

## Synopsis
Ōmiya, ancien membre yakuza, est enrôlé dans l'armée japonaise du Guandong. Arita est chargé par son supérieur d'instruire Ōmiya.

## Fiche technique
- Titre : Le Soldat yakuza[3]
- Titre original : 兵隊やくざ (Heitai yakuza?)
- Réalisation : Yasuzō Masumura
- Scénario : Ryūzō Kikushima, d'après le roman Kisaburō ichidai (貴三郎一代?) de Yorichika Azuma (ja)
- Photographie : Setsuo Kobayashi (ja)
- Montage : Tatsuji Nakashizu
- Décors : Tomoo Shimogawara
- Musique : Naozumi Yamamoto
- Société de production : Daiei
- Pays d'origine :  Japon
- Langue originale : japonais
- Format : noir et blanc - 2,35:1 - 35 mm - son mono
- Genres : Film de guerre - Comédie
- Durée : 102 minutes[4] (métrage : neuf bobines - 2 805 m[4])
- Date de sortie :
  - Japon : 13 mars 1965[4]

## Distribution
- Shintarō Katsu : Kisaburō Ōmiya
- Takahiro Tamura : Arita
- Keiko Awaji : Otomaru
- Mikio Narita : un militaire

## Distinctions

### Récompenses
- 1966 : prix Blue Ribbon du meilleur acteur dans un second rôle pour Takahiro Tamura[5]